# Nereidavus kulkovi
Nereidavus kulkovi är en ringmaskart som beskrevs av Kul'kov in Kul'kov och Obut 1973. Nereidavus kulkovi ingår i släktet Nereidavus, klassen havsborstmaskar, fylumet ringmaskar och riket djur. Inga underarter finns listade i Catalogue of Life.